# Kreupel

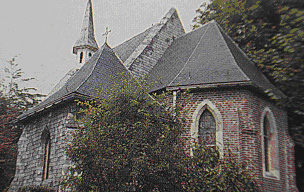
Milanenkapel te Kreupel

Kreupel is een gehucht en wijk van de West-Vlaamse plaats Zwevegem.
Het gehucht, dat naast een deel van de Bellegemstraat ook onder andere de Kreupelstraat omvat, is pas in de 2e helft van de 19e eeuw geleidelijk gaan groeien. Wel was er al een bedevaartplaats, de Milanenkapel, welke vermoedelijk uit de 1e helft van de 16e eeuw stamt en in 1691 voor het eerst op een kaart werd aangetekend. In 1905 kwam er een schooltje dat na de Tweede Wereldoorlog tot een hulpkerkje werd uitgebouwd: de Onze-Lieve-Vrouw van de Vredekapel. Het gehucht breidde zich in de 20e eeuw ook uit met woonwijken en villabouw.
Kreupel ligt direct ten zuiden van de kom van Zwevegem en is er min of meer aan vastgegroeid.